# モリブドプテリン
モリブドプテリン（Molybdopterin）は補因子の一つ。モリブデンを含むほとんどの酵素とタングステンを含む全ての酵素に見られる。MPT、ピラノプテリンジチオラートとも呼ばれる。ややこしいが、モリブドプテリンは金属原子に結合するプテリン配位子に与えられた名称であり、それ自体はモリブデンを含まない。モリブデンと結合した完全な化合物は通常モリブデン補因子と呼ばれる。
モリブドプテリンの骨格であるピラノプテリンは、プテリン環とピラン環が縮環した複素環式化合物である。ピラン環には金属に配位する2個のチオールに加えアルキルリン酸基が付加しているが、アルキルリン酸基はアルキルリン酸ヌクレオチドになる場合もある。モリブドプテリンを含む酵素にはキサンチンオキシダーゼ、DMSOレダクターゼ、亜硫酸オキシダーゼ、硝酸レダクターゼ等がある。
モリブドプテリンを用いないモリブデン含有酵素はニトロゲナーゼのみである。この酵素はモリブドプテリンとはかなり異なる鉄硫黄中心の一部としてモリブデンを含む。

## 生合成
他の多くの補因子と異なり、モリブデン補因子 (Moco) は食物から摂取することができないためデノボ合成する必要がある。生合成は以下の4段階で起こる。
- (i) グアノシン三リン酸 (GTP) からラジカル活性化を経て(8S)‑3',8‐シクロ‑7,8‑ジヒドログアノシン 5'‑三リン酸 (3',8‑cH2GTP) への環化
- (ii) 3',8‑cH2GTPからの環状ピラノプテリン一リン酸 (cPMP) の形成
- (iii) cPMPからモリブドプテリン (MPT) への変換
- (iv) MPTへのモリブデン酸の挿入とMocoの形成

まず、2段階の酵素反応を経てグアノシン三リン酸が環状ピラノプテリン一リン酸に変換される。この酵素の一つはC—X (X = S, N) 結合形成反応にしばしば関与する酵素ファミリーであるラジカルSAMに属する。このピラノプテリン中間体をモリブドプテリンに変換するにはさらに3段階の酵素反応が必要である。変換後にはエンジチオラートが生成するが、硫黄上の置換基は不明である。硫黄はシステインパースルフィドを経由し、鉄硫黄タンパク質の生合成に類似した過程で取り込まれる。モリブデンまたはタングステンが組み込まれる段階で、一リン酸部分にADPが結合しアデニル化される。金属原子はオキソアニオンであるモリブデン酸やタングステン酸の形態で取り込まれる。
キサンチンオキシダーゼでは1分子のモリブドプテリンに1原子のモリブデンが結合するが、DMSOレダクターゼのように2分子のモリブドプテリンに1原子のモリブデンが結合する場合もある。
モリブドプテリン含有酵素の活性部位は、ジチオレン錯体として知られる構造の一例となっている。

## タングステン誘導体
細菌の酸化還元酵素の中には、タングステンをモリブデンと同様のモリブドプテリン錯体として用いるものがある。一般的に、タングステン含有酵素は遊離カルボン酸をアルデヒドへと還元するものである。
最初に発見されたタングステン含有酵素にはセレンも含まれることが分かっており、タングステン-セレンのペアはモリブデン含有酵素に見られるモリブデン-硫黄のペアと同様に機能すると推測されている。細菌由来のタングステン含有キサンチンデヒドロゲナーゼにはタンパク質と結合していないセレンが含まれる（つまりセレノシステインやセレノメチオニンではない）と分かっているが、タングステン-セレン複合体の正確な構造は未だ不明である。

## モリブドプテリンを用いる酵素
モリブドプテリンを補因子または補欠分子族として用いる酵素を以下に示す。
- 補因子: キサンチンオキシダーゼ、DMSOレダクターゼ、亜硫酸オキシダーゼ、硝酸レダクターゼ、エチルベンゼンヒドロキシラーゼ、グリセルアルデヒド-3-リン酸デヒドロゲナーゼ (フェレドキシン)、ヒ酸レダクターゼ (グルタレドキシン)、一酸化炭素デヒドロゲナーゼ、アルデヒドオキシダーゼ
- 補欠分子族: ギ酸デヒドロゲナーゼ、プリンヒドロキシラーゼ、チオ硫酸レダクターゼ